# أم المعنق (جازان)
أم المعنق، هي إحدى قرى منطقة جازان وهي قرية سكنية تابعة لمحافظة أبو عريش جنوب غرب المملكة العربية السعودية، تبعد 19 كم باتجاه الشمال الشرقي عن مدينة أبو عريش.

## الموقع
تقع قرية أم المعنق في منطقة زراعية وسط محافظة جازان وهي قريبة من بحيرة وادي جازان وتقع شمال الشد على بعد حوالي 3 كم، يمر بجانبها بعض الاودية الثانوية التي تصب في البحيرة، وتبعد حوالي 65 كيلومترا بالاتجاه الشمالي الشرقي من مدينة جازان، لها عند خط طول 42 درجة وخط العرض 16 درجة.

## وصلات خارجية
- حصر الخدمات بالمدن والقرى بمنطقة جازان.
- دليل الخدمات بمنطقة جازان.
- مصلحة الإحصاءات العامة والمعلومات.